# Подоксёнов, Сергей Юрьевич
Серге́й Ю́рьевич Подоксёнов (род. 29 июля 1997, Ирбит, Свердловская область, Россия) — российский футболист, полузащитник.

## Карьера
С 5 до 14 лет играл в футбольной секции Ирбита. В 9-м классе переехал в Екатеринбург, где выступал вначале за «Буревестник-УПИ», а затем — за ДЮСШ «Урал». С 2015 года выступал за молодёжную команду клуба. Дебютировал за основную команду в Премьер-лиге 25 сентября 2016 года в матче против «Оренбурга» (1:0), заменив на 84-й минуте Александра Павленко. В 2017 году был арендован пензенским «Зенитом». В 2018 году играл за фарм-клуб «Урала». В июле 2019 года подписал контракт с «Иртышом».

## Достижения
- Финалист Кубка России: 2016/17
- Победитель зоны «Восток» Второй лиги: 2019/20
- Серебряный призёр 4-й группы Второй лиги: 2022/23